# Лисимах (сын Лисимаха)
Лисимах (др.-греч. Λυσίμαχος) — древнемакедонский аристократ III века до н. э.
Лисимах родился в 297 или 296 году до н. э. семье царя Лисимаха и дочери царя Египта Птолемея I Сотера Арсинои. Кроме Лисимаха у пары родились старший сын Птолемей Эпигон и младший Филипп.
В феврале 281 года до н. э. Лисимах погиб в битве при Курупедионе. Арсиноя с детьми бежала в Кассандрию. Новый правитель Македонии Птолемей Керавн, чтобы захватить этот хорошо укреплённый город, решил прибегнуть к хитрости. Он предложил Арсиное стать его женой и пообещал управлять страной совместно с её сыновьями. В присутствии посла Арсинои Диона Птолемей Керавн поклялся в своих добрых намерениях в храме Зевса. В изложении Юстина, сыновья Арсинои «замечательные своей красотой, надев венцы, вышли навстречу Птолемею». Он вначале обнял их, однако как только занял крепость приказал убить мальчиков. Согласно античной легенде, мальчиков — шестнадцатилетнего Лисимаха и его брата, «который был на три года моложе» Филиппа — убили на груди матери. Предположительно, это событие произошло зимой 281/280 года до н. э.